# Kai !Garib
Kai !Garib es un municipio local sudafricano situado en el distrito de ZF Mgcawu, en la provincia de Cabo Septentrional.

## Superficie
Kai !Garib tiene una superficie de 26 236 km².

## Demografía
En 2022, tenía 85 104 habitantes, una densidad poblacional de 3,24 hab./km², y 20 366 viviendas.